# Malawi Posts Corporation
Malawi Posts Corporation est l’opérateur public du service postal au Malawi, désigné pour remplir les obligations découlant de l'adhésion à la Convention de l'Union Postale Universelle.

## Réglementation
La société a été créée en juin 2000 en vertu de la Loi sur les communications numéro 41 de 1998. Le secteur postal est réglementé par l'Autorité de réglementation du Malawi (MACRA).

## Activités
La loi impose à la MPC de fournir des services postaux et financiers et tout autre service accessoire à la transmission d'articles postaux. Le service postal est requis pour fournir les services suivants:
- la collecte, l'expédition, la réception, la distribution de lettres et colis en services intérieurs et internationaux;
- services financiers
- services de détail au comptoir;
- la caisse d'épargne en tant que service d'agence.